# Народна национална партия
 Тази статия е за партията в Ямайка.  За партията в Русия вижте Народна национална партия (Русия).  
Народната национална партия (на английски: People's National Party) е лявоцентристка социалдемократическа политическа партия в Ямайка.
Основана през 1938 година, Народната национална партия е едва от двете основни партии в страната. Тя е управляваща през 1972-1980 и 1989-2007 година. На парламентарните избори през 2011 година отново получава мнозинство с 53% от гласовете и 42 места в Камарата на представителите, като се очаква нейният лидер Порша Симпсън-Милър отново да състави правителство.